# Дедошане

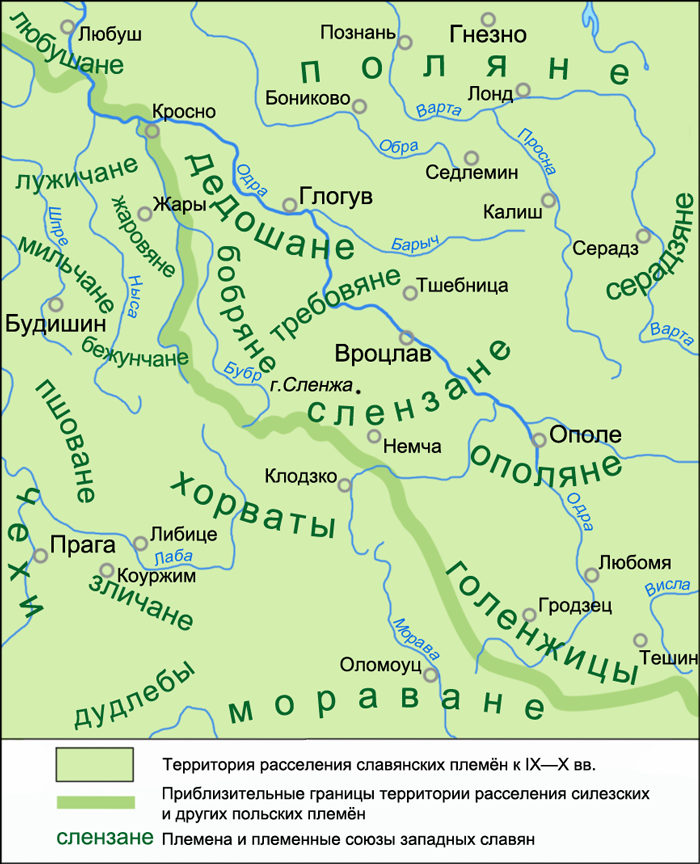
Дедошане на карте расселения славянских племён в Силезии
в IX—X веках

Дедоша́не (также дзядошане, дядошане, дедошичи; лат. dadosesani, diedesisi, diedesi, diedesa, dedosize, dedosese; пол. dziadoszyce, dziadoszanie, dziadosicze) — средневековое западнославянское племя, населявшее земли в среднем течении реки Одры и в нижнем течении реки Бубр в районе современных польских городов Глогув и Шпротава. Входили в состав племенного союза слензан.

## Упоминания
Дедошане упоминаются в «Баварском Географе» IX века как dadosesani, diadesi или как thadesi. Сообщается о том, что они владеют 20 городами. Возможно, под их властью находилось соседнее с ними силезское племя бобрян (бобжан).
В Хронике Титмара Мерзебургского упоминается племя дедошан в контексте описания встречи в 1000 году польского князя Болеслава Храброго и германского короля Оттона III на окраине земель племени Diadesisi в местечке Илава (ныне — западная часть города Шпротава). Позднее, в 1015 году, согласно описаниям Хроники произошло сражение войска Болеслава Храброго с немецкими рыцарями в лесу племени Diadesisi, который современные историки локализуют к востоку от Шпротавы.
Так называемый Пражский документ, датируемый 1086 годом, сообщает о том, что северные границы епископства находятся в землях племени Dedosize.

## Расселение
Дедошане жили в северо-восточной части территории расселения силезского племенного союза в окружении других племён западных славян. С севера и востока область, занимаемая племенем дедошан, граничила с владениями племенного союза полян (В. В. Седов в своей работе «Славяне: историко-археологическое исследование» не отмечает каких-либо заметных различий между полянами и дедошанами в археологических материалах), с юго-востока — с территорией племени требовян, с юго-запада — с территорией племени бобрян (бобжан). На западе с дедошанами граничили племена союза лужицких сербов — лужичан и, возможно, жаровян.
Территория, которую в древности занимало племя дедошан, была колонизирована немцами, её славянское население подверглось германизации. В настоящее время эти земли — северные районы Нижнесилезского воеводства и южные районы Любушского воеводства на границе с Германией — населяют поляки, перемещённые после второй мировой войны на место депортированных немцев.

## В современной культуре
В селе Ветшыце (Wietszyce) Глогувского повята открыт экомузей дедошан (Ekomuzeum Dziadoszan), в котором реконструировано древнее городище, представлены экспонаты, рассказывающие о традициях и культуре древнего славянского племени, проводятся театрализованные представления и праздники.